# شپشک‌های نمدی
شپشک‌های نمدی (نام علمی: Eriococcidae) نام یک تیره از بالاخانواده شپشک است.